# Ціпок
Ціпок — складова українського національного строю, приналежність кожного українського господаря. Наприкінці 19 — початку 20 століття ціпком називали вирізьблену палицю, посох з ліщини або з молодого дуба. Така палиця була проста, не загнута та її ніколи не фарбували.
У козацьку добу палиця була ознакою міщанського стану та підпанків, яких називали панами-добродіями. Тобто палиця означала, що людина не належить до військового стану, яким були козаки.
В Карпатах носили також мідні або пізніше дерев'яні топірці, а також келефи — палиці з красиво зробленим мідним накінечником, в вигляді змії.
До козацького строю належали ціпки з ременем (нагайки), які носили в руках, або закладали за пояс.